# Mucho Barato
Albums de Control Machete
Artilleria Pesada presenta
(1999)
Mucho Barato est le premier album studio du groupe de hip-hop mexicain Control Machete, sorti en 1996.

## Présentation
Publié en 1996 au Mexique et en 1997 dans le reste du monde, Mucho Barato s'est vendu à 100 000 exemplaires au Mexique et à 400 000 exemplaires en Amérique latine et est considéré comme l'un des meilleurs albums de hip-hop en espagnol.
L'album a innové dans le rap mexicain avec son  influence Chicano rap, il a eu une grande influence en Mexique. Aujourd'hui, le rap agressif est devenu du styles de rap les plus appréciés de la scène hip-hop mexicaine.
Le premier single, ¿Comprendes Mendes?, obtient une popularité immédiate et est un succès sur les radios en Amérique latine.
Les autres singles extraits sont Andamos Armados et Así son mis días.
Le morceau Mexican Curious est une version remixée de Humanos Mexicanos,,.

## Liste des titres
| No  | Titre                              | Contient un (des) sample(s) de                                                         | Durée |
| --- | ---------------------------------- | -------------------------------------------------------------------------------------- | ----- |
| 1.  | Control Machete                    | Dios Nunca Muere de Mariachi Vargas de Tecalitlan, Que No Quede Huella de Bronco       | 3:13  |
| 2.  | Comprendes Mendes?                 | Sons of Champlin de You Can Fly                                                        | 3:35  |
| 3.  | Las Fabulosas 1                    | A Ritmo de Tambo de La Tropa Vallenata                                                 | 1:13  |
| 4.  | Andamos Armados                    | No Dudes Mi Amor de Los Solitarios                                                     | 3:56  |
| 5.  | Humanos Mexicanos                  | El Venadito de Paco Michel                                                             | 3:06  |
| 6.  | Cheve                              | Hard Times de Baby Huey                                                                | 3:44  |
| 7.  | Madrugada Encore                   | La Danza de Los Mirlos de Los Mirlos                                                   | 0:46  |
| 8.  | Asi Son Mis Dias                   | Nada De Tu Amor de Los Solitarios                                                      | 3:33  |
| 9.  | Te Aprovechas del Limite           | Te Aprovechas de Grupo Limite                                                          | 4:11  |
| 10. | Justo'n                            |                                                                                        | 5:13  |
| 11. | Copa de Dama                       | Vete En Silencio de Los Ángeles Negros                                                 | 0:35  |
| 12. | La Lupita                          | El Chubasco de Carlos y José, El Rey y Yo de Los Ángeles Negros                        | 3:38  |
| 13. | Grin Gosano                        |                                                                                        | 2:15  |
| 14. | Unete Pueblo                       |                                                                                        | 3:31  |
| 15. | Las Fabulosas 2                    | Penita Pena (Instrumental) de Rafael Ricardo                                           | 1:02  |
| 16. | El Son Divo                        | Mercy,Mercy,Baby de Ray Barretto, le cinéma El Callejon de los Milagros de Salma Hayek | 3:16  |
| 17. | Marioneta                          | Ecoloco Theme de Odisea Burbujas                                                       | 4:17  |
| 18. | Mexican Curios (rap metal version) |                                                                                        | 3:51  |